# هرناندية تيمارية
هرناندية تيمارية (الاسم العلمي:Hernandia temarii) هي نوع من النباتات تتبع جنس الهرناندية من فصيلة الهرنانديات.